# Konrad Unglaub

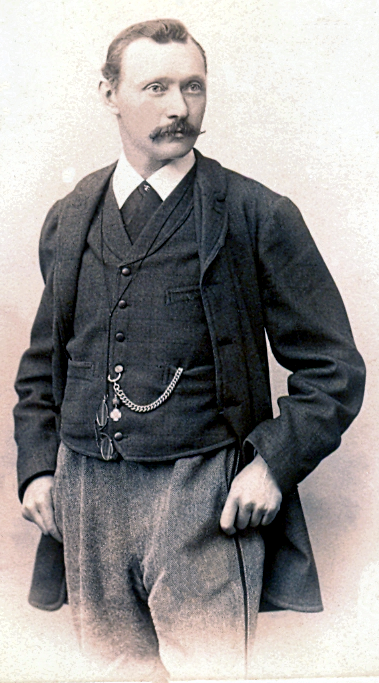
Konrad Unglaub 1887

Johann Konrad Unglaub (* 13. Januar 1860 in Wunsiedel; † 23. Mai 1940 in München) war ein bayerisch-deutscher, sozial engagierter Oberingenieur und Erfinder, der zu den ältesten Pionieren des fachtechnischen Eisenbahndienstes zählte, Planer für den Bau neuzeitlicher Werkanlagen, für die Häuser der Baugenossenschaft in München, aber auch anerkannter Philatelist.

## Biographie

### Der Ingenieur
Der Sohn des Ahorniser Gutsbesitzers Johann Erhardt Unglaub (* 3. Januar 1837 in Ahornis; † 15. Juli 1920 in Wunsiedel), trat nach seinem Schulbesuch in den technischen Dienst der Königlich Bayerischen Staatseisenbahn, wo er weitergebildet wurde.

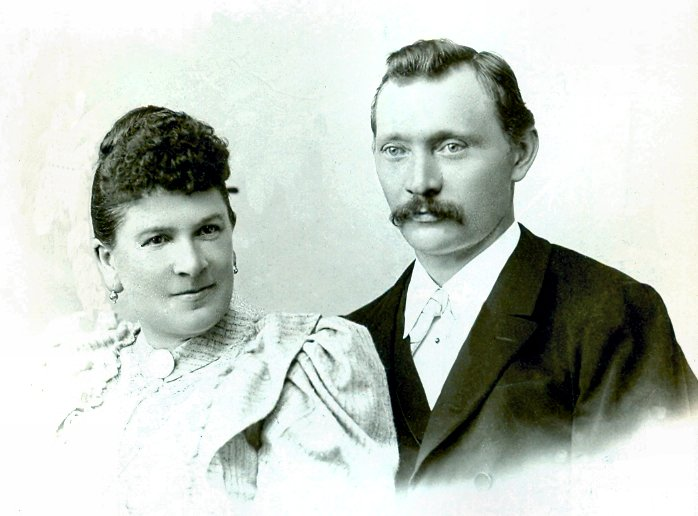
Konrad und Katharina Unglaub um 1890

Konrad heiratete bereits mit 22 Jahren Katharina Margarethe Zink (* 25. September 1857 in München; † 5. Januar 1915 ebenda), mit der er fünf Kinder hatte. Über deren ältesten Sohn Heinrich (1882–1967) lebt der Stamm im südlichen Bayern fort.

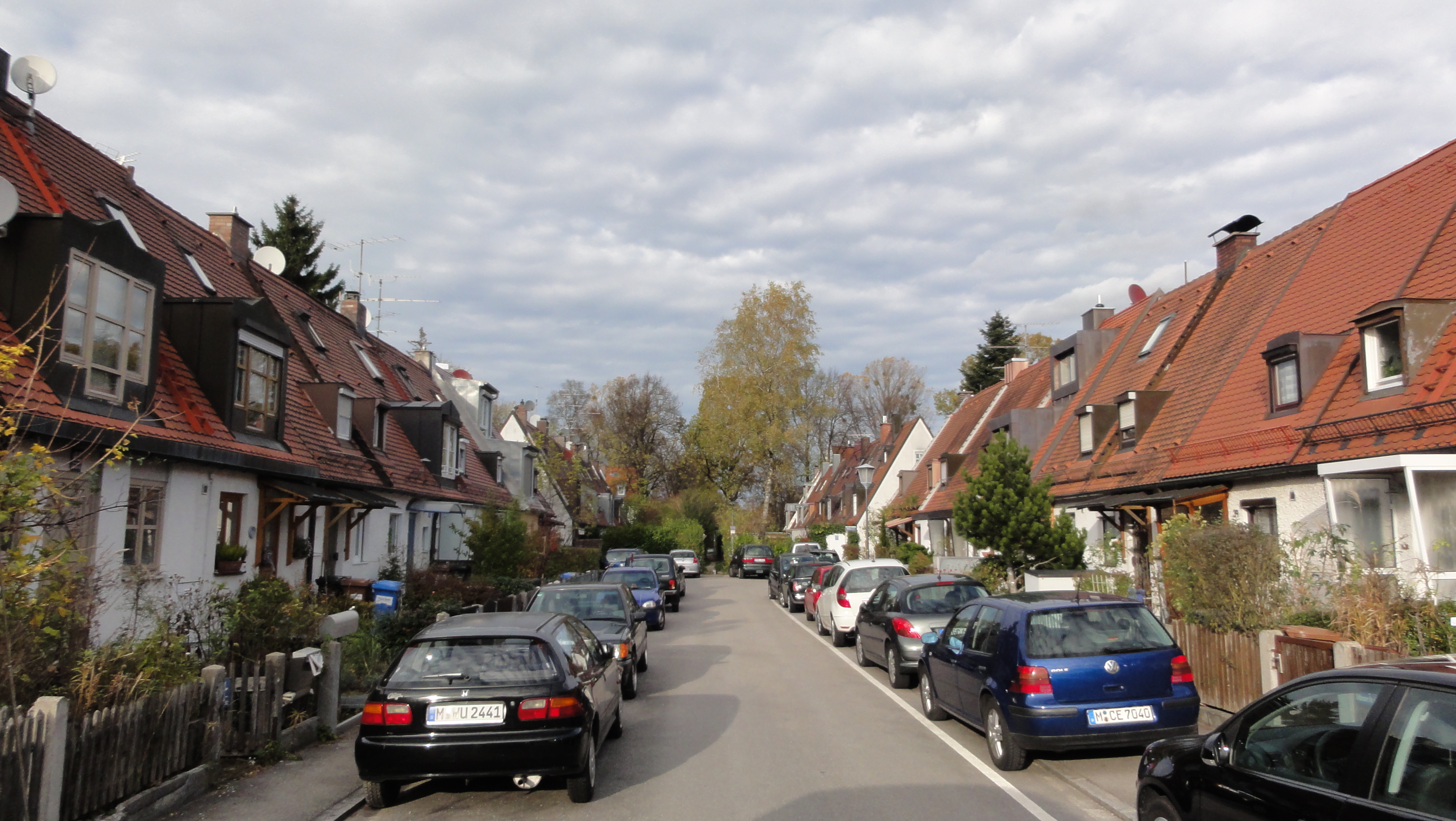
Berg am Laim – Heilbrunner Str. nördlich

Unglaub stieg in der Folge rasch zum Vorstand des Büros bei der Centralwerkstätte München auf. Bereits 1887 erhielt er vom Münchner Stadtrat für den Entwurf einer Fabrikanlage die von Hanfstaengel’sche Denkmünze in Silber. Diese Bauentwürfe wurden dem Verkehrsmuseum in Nürnberg gestiftet.
In den 1890er Jahren widmete er sich der Errichtung der Häuser für die Baugenossenschaft in Berg am Laim, als deren technischer Vorstand er die Leitung innehatte.
1906 berief man ihn an das Zentralmaschinenamt. Hier war er vorzugsweise mit den Entwürfen für den Bau und die Einrichtungen neuzeitlicher Werkanlagen betraut. Seine Verbesserungen für den Betriebs- und Werkstättendienst wurden in Fachkreisen mehrfach anerkannt. Durch seine Erfahrung auf dem Gebiet des Bau- und Wohnwesens war er als Berater und Schlichter, besonders als Betreuer des 3. Stadtbezirks, bekannt, aber auch als Berater und reger Förderer für das Kleinwohnbauwesen.
1920 wurde er in den Dienst der Deutschen Reichsbahn übernommen.

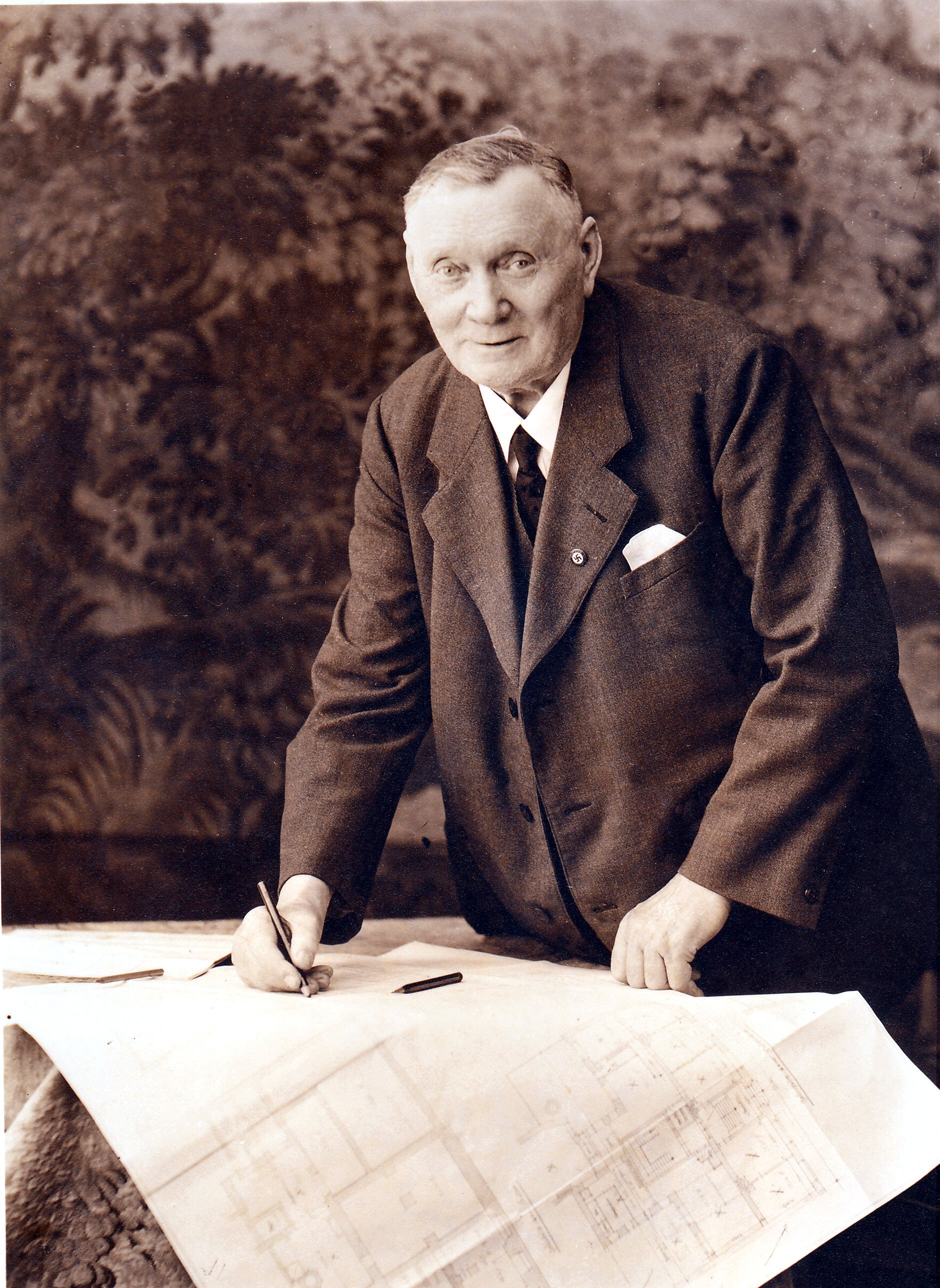
Konrad Unglaub, 1. Mai 1938

Der Oberingenieur war auch Erfinder. Hervorzuheben sind hier seine Reichspatente für ein „Rückschlagventil mit Drosselung für Druckschmierung und dessen weitere Verbesserung“, erweitert in einem Zusatzpatent (Patentschrift Nr. 451 502, Klasse 47e, Gruppe 33 vom 20. Mai 1925/Bekanntmachung vom 28. Oktober 1927, sodann Patentschrift Nr. 453 147, Klasse 47e, Gruppe 33 vom 8. April 1925/Bekanntmachung vom 29. November 1927) sowie sein „An einem Signalmast angeordnetes und mehrseitig wirkendes Eisenbahn-Sicht- oder Warnsignal“ (Patentschrift Nr. 443 400, Klasse 20i, Gruppe 39 mit Bekanntmachung vom 28. April 1927).

### Soziales Engagement und Philatelie
Einen großen Verdienst erwarb er sich durch den Wiederaufbau des „Verbandes der Deutschen Reitfechtschule“ zu München, der später als „Reichsverband für Waisenfürsorge“ in die Volkswohlfahrt integriert wurde. Als Vizepräsident des Verbandes oblag ihm auch die Leitung der Münchner Geschäftsstelle. Den Einsatz für die Armen  sah er als einen Teil seiner Lebensaufgabe.
Unglaub war auch als Philatelist bekannt. Er zählte zu jenen Sammlern, die neben den Marken auch die zugehörigen Postblätter, so genannte (Privat)ganzsachen, also Karten mit integrierten Postwertzeichen, wissenschaftlich sammelte. Er war engster Mitarbeiter des Herrn Franz Schneider, des Verfassers des bis heute gründlichsten Werkes über die bayerischen Postkarten (zuletzt 1914 erschienen), und gehörte schon damals zum Sammlerkreis um Franz Xaver Besold. Die vielversprechende Entwicklung des Vereins wurde durch den Ersten Weltkrieg und die Kriegsfolgen jäh unterbrochen. Lange Zeit fungierte er im Münchner Ganzsachen-Sammler-Verein 1912 e. V. als Beisitzer und als Vorstand der wissenschaftlichen Abteilung. Aus seiner doppelten Funktion erklärt sich die ungewöhnliche Vielfalt der von ihm in Auftrag gegebenen Privatpostkarten.
Seine Bayernkarten-Spezialsammlung ist bis heute eine Rarität und zu großen Teilen im Besitz seines Urenkels.
Zum Anlass seines 75. Geburtstags wurde dem Jubilar für seine Verdienste die Ehrenmitgliedschaft der „Vereinigung Bayerischer Staatsdiener für Waisenpflege“, des „Reichsverbandes für Waisenfürsorge“ und des „Münchner Vereins für Ganzsachensammlungen“ zuteil.

## Bildergalerie zu seinen Plänen und Ganzsachen

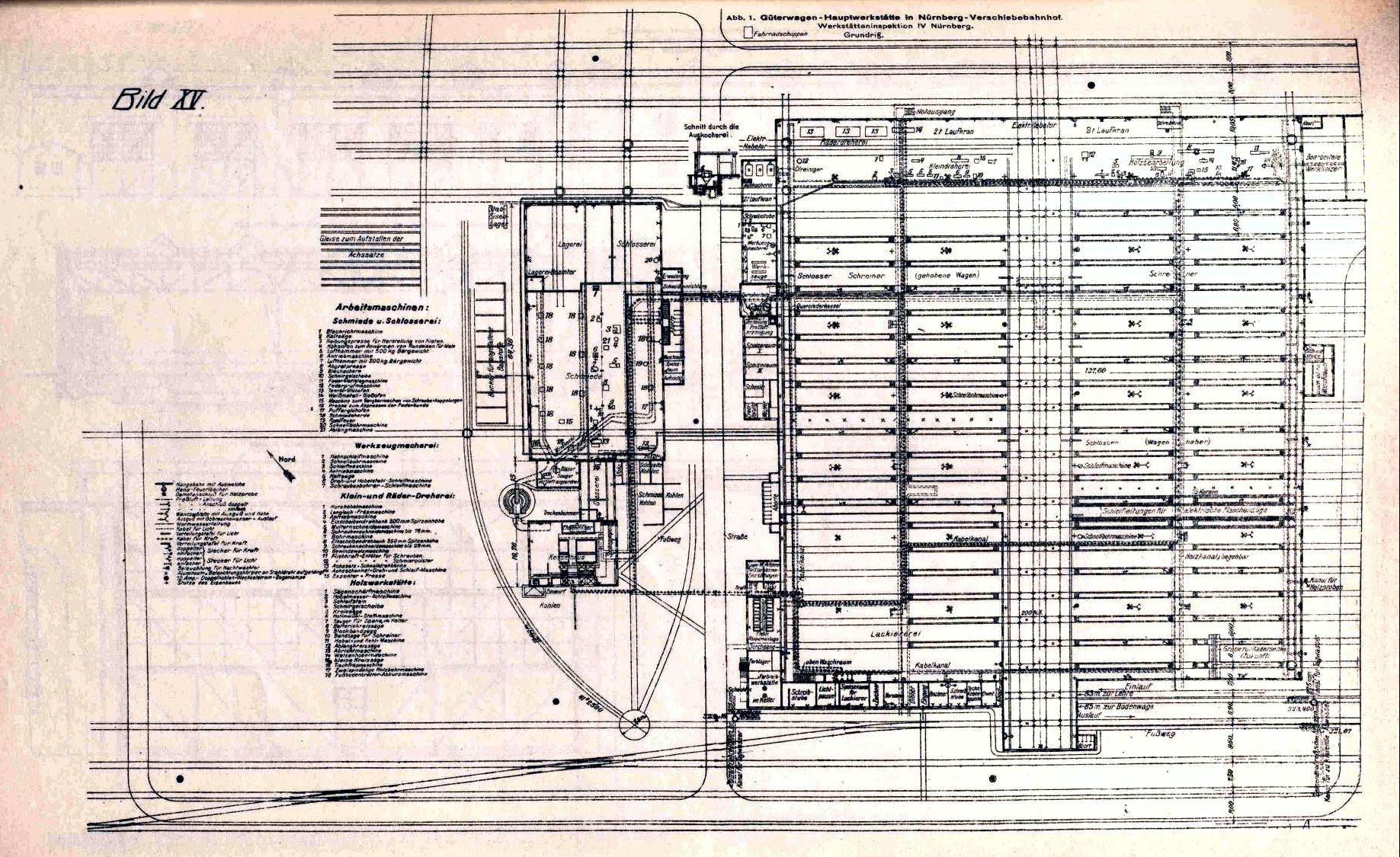
G-HW für Verschiebebhf. Nürnberg
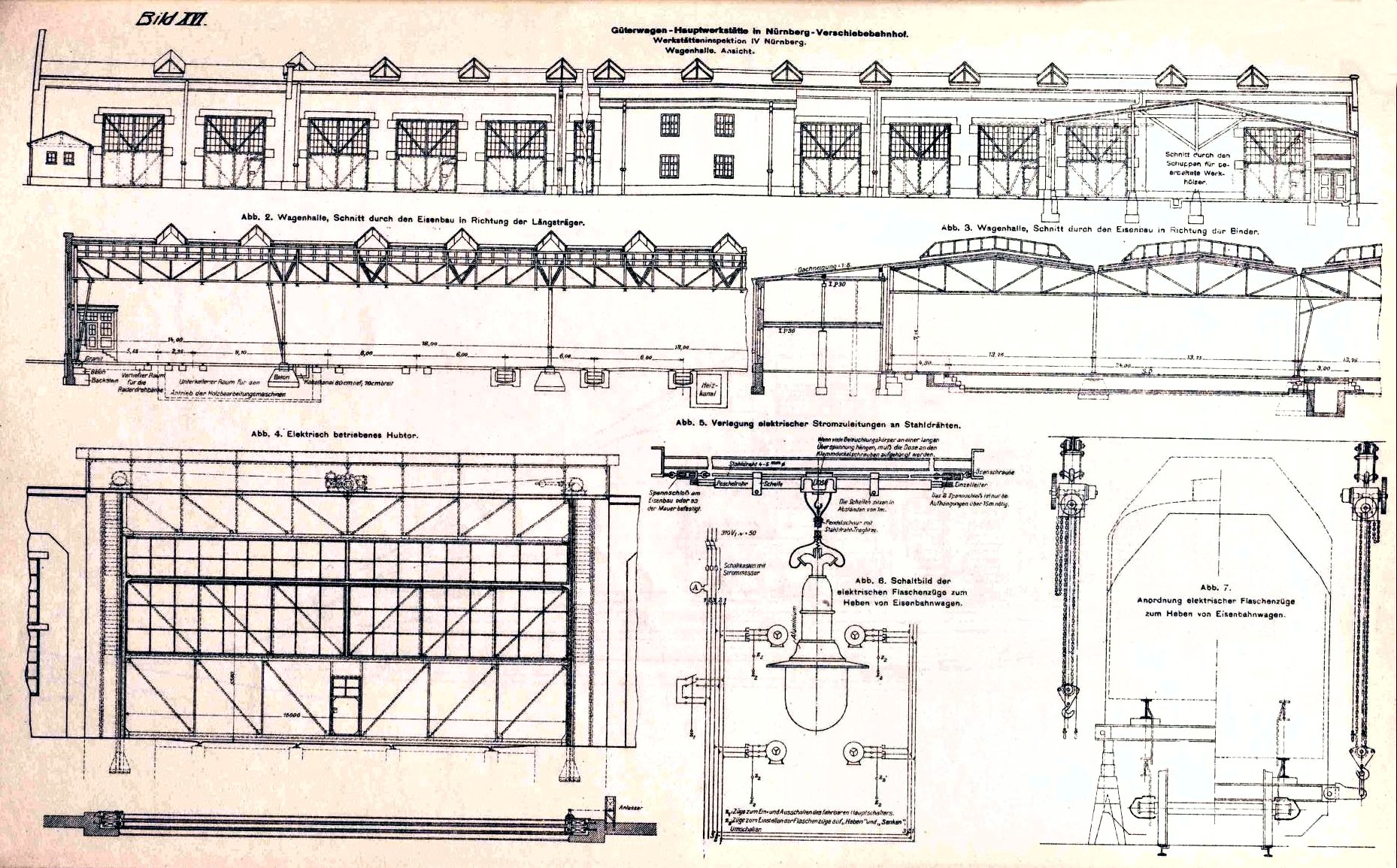
G-HW für Verschiebebhf. Nürnberg 2
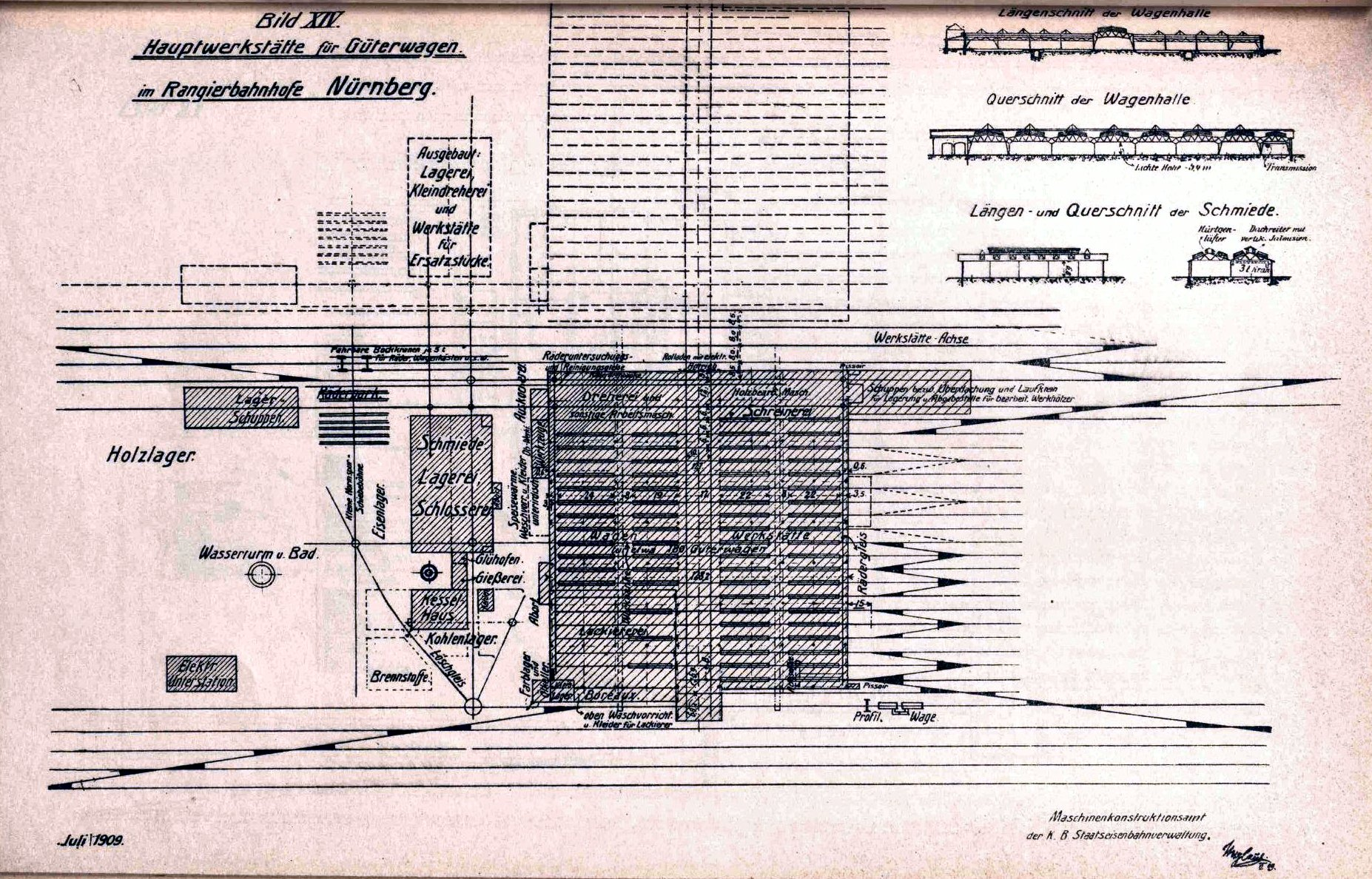
HWS für Rangierbahnhof Nürnberg
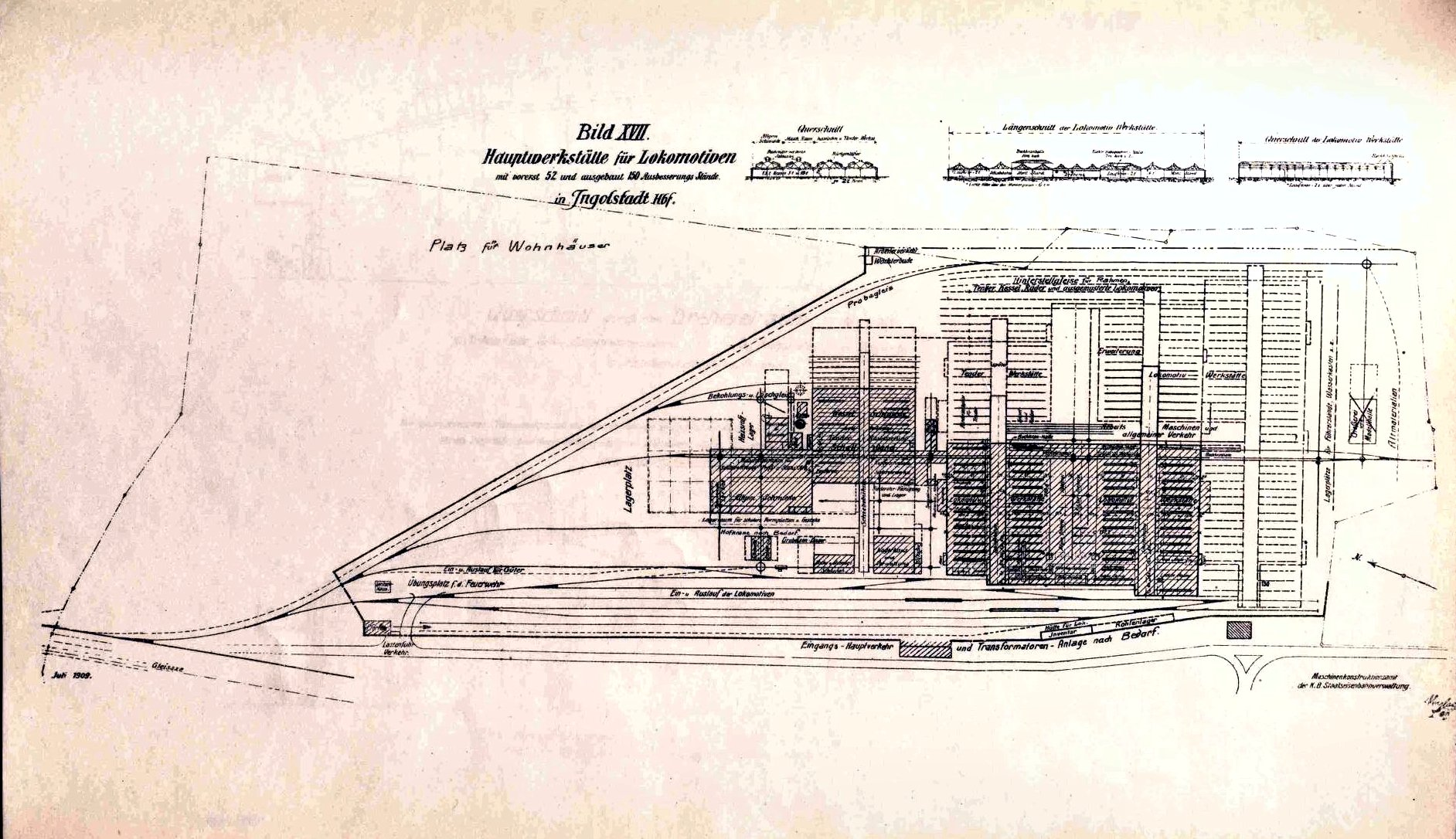
HWS für Ingolstadt – Lokomotiven
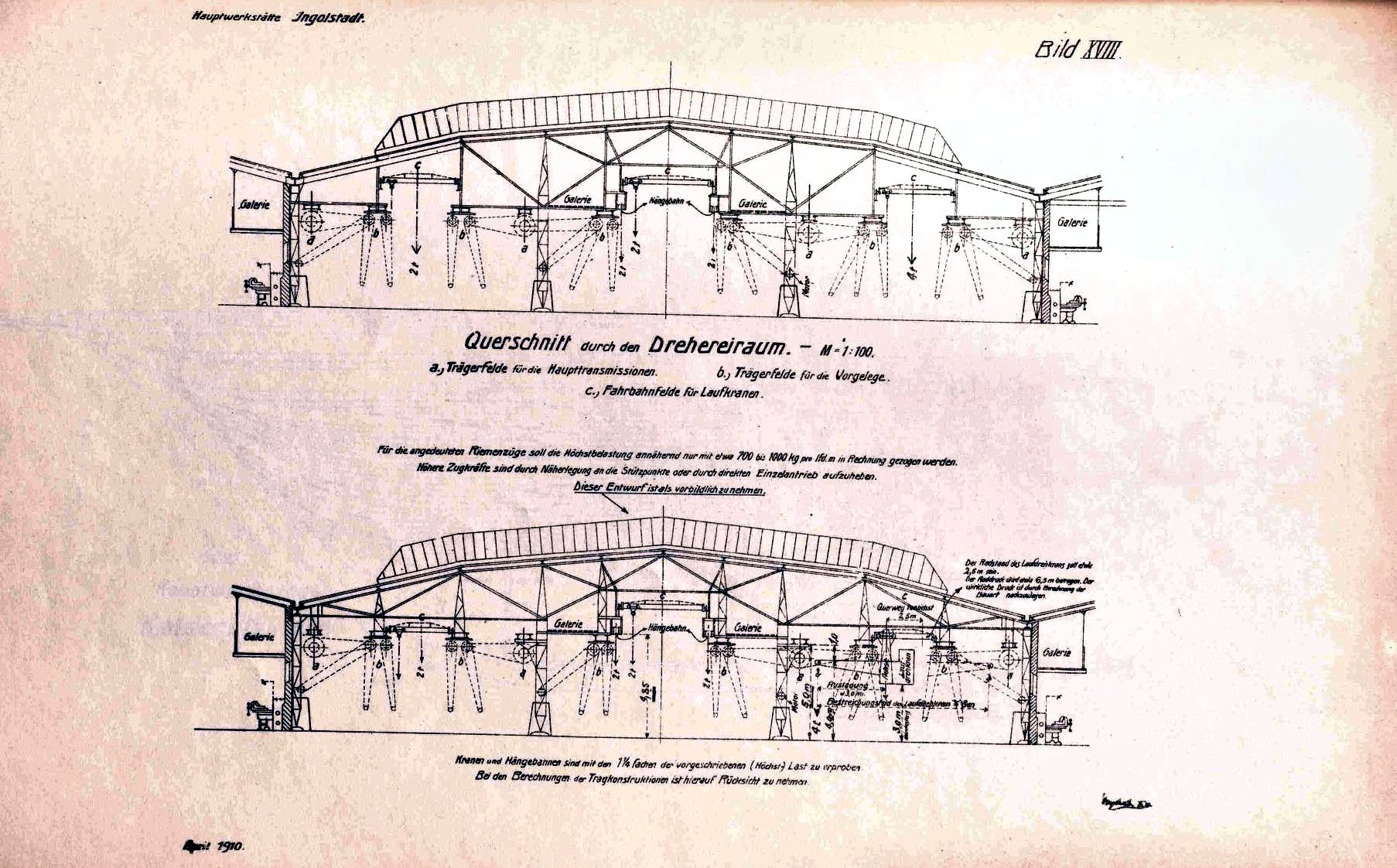
HWS für Ingolstadt 2
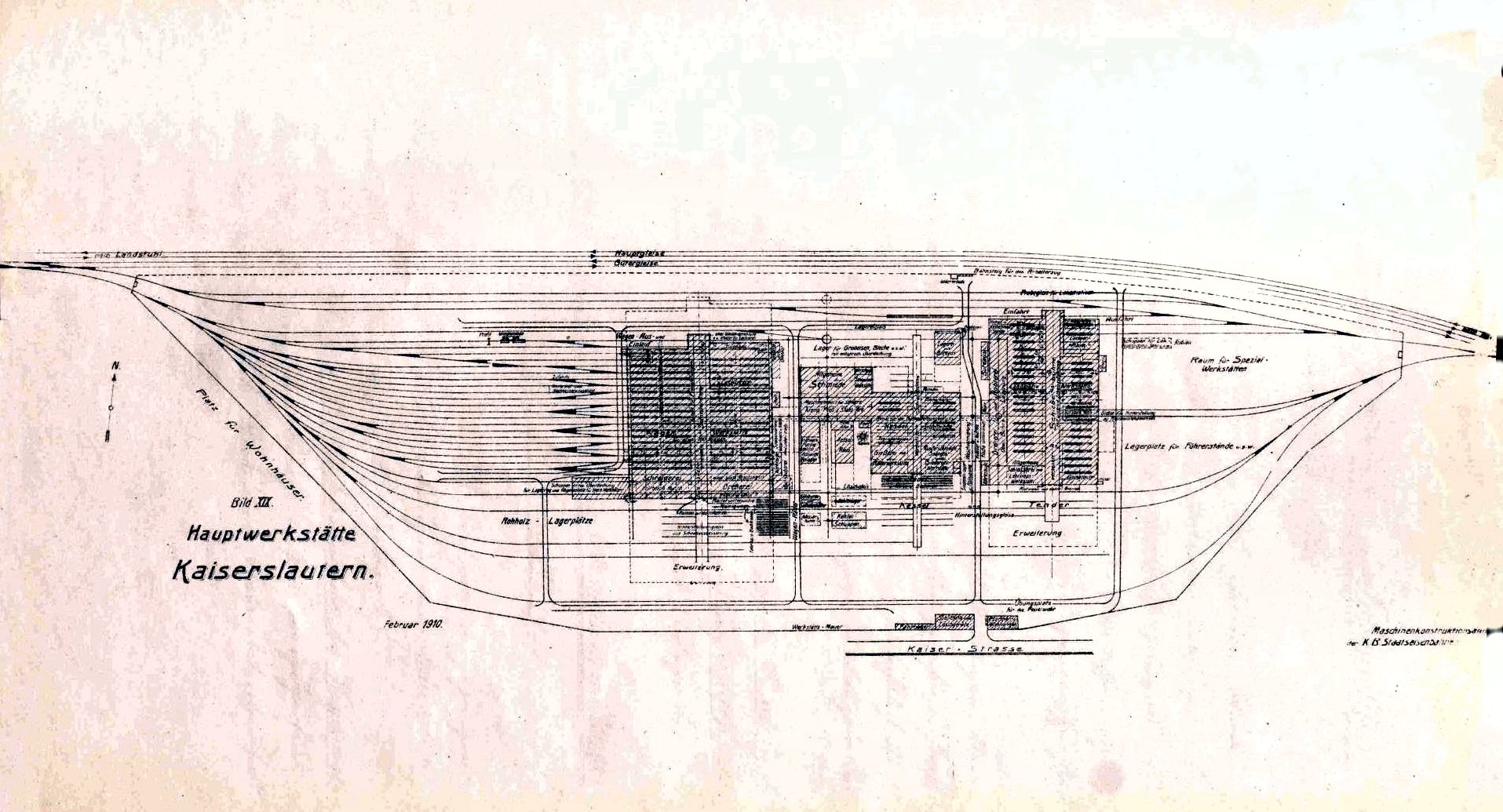
HWS für Kaiserslautern
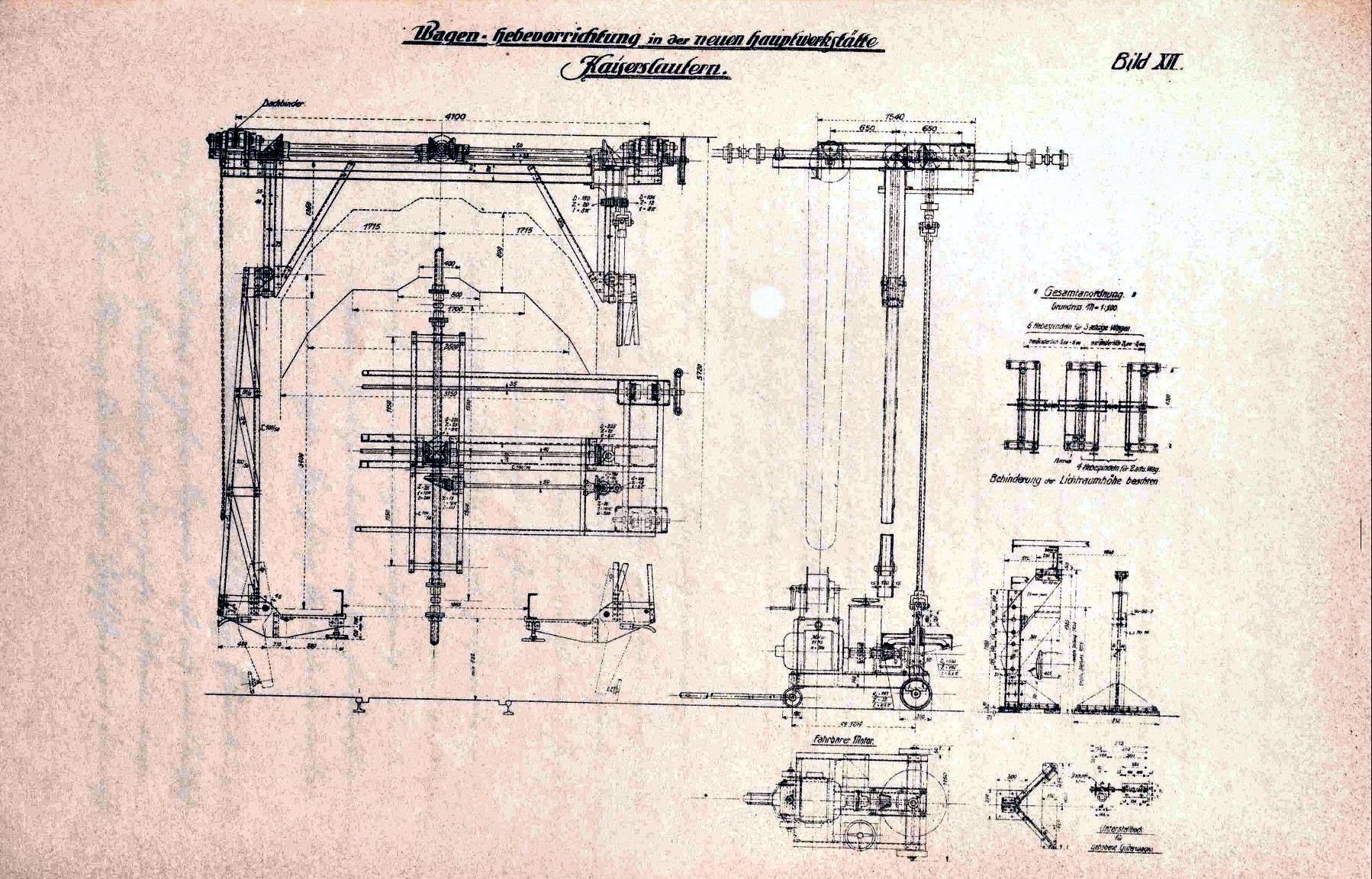
Wagenhebevorrichtung für Kaiserslautern
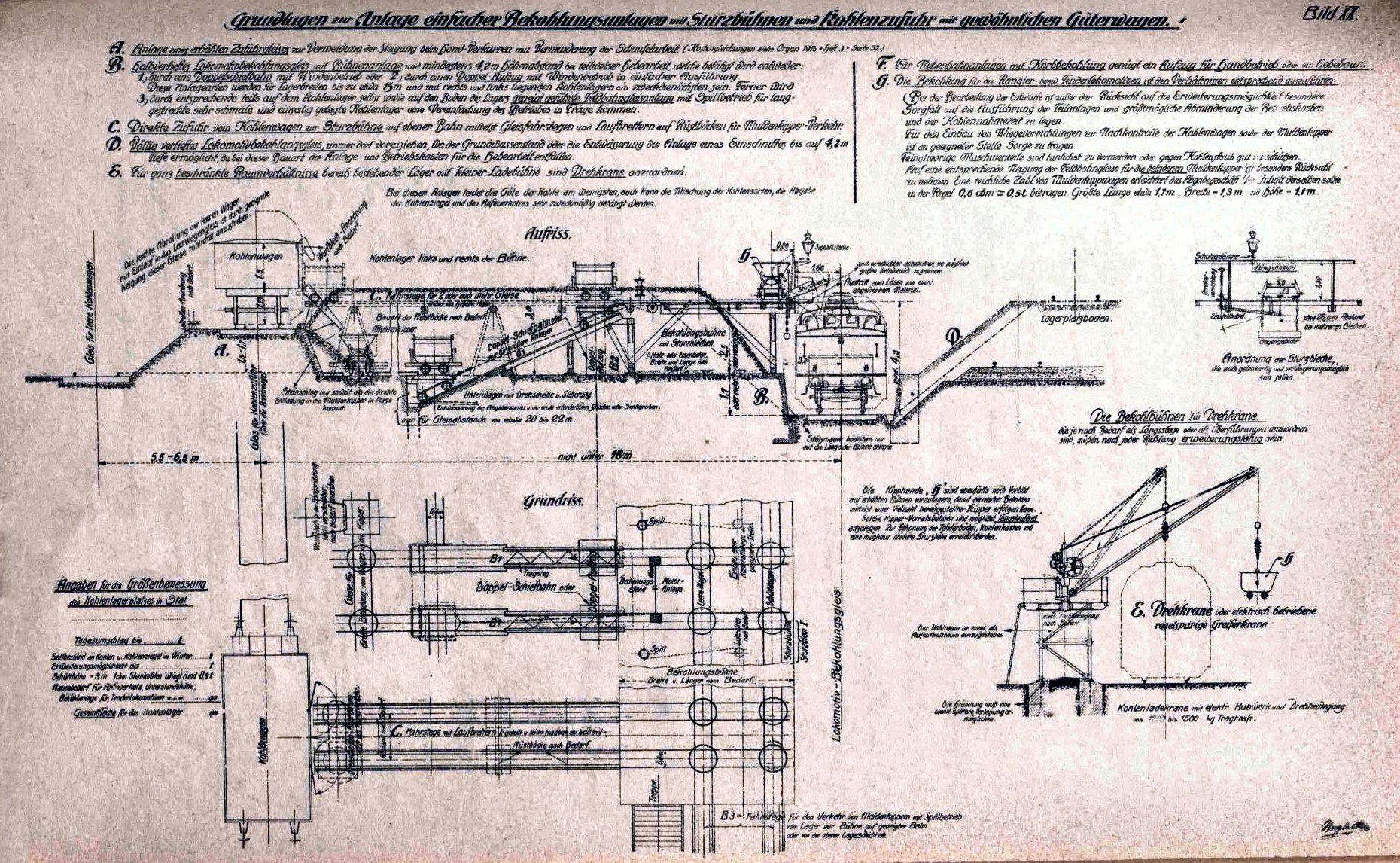
Grundanlage für Bekohlungsanlagen
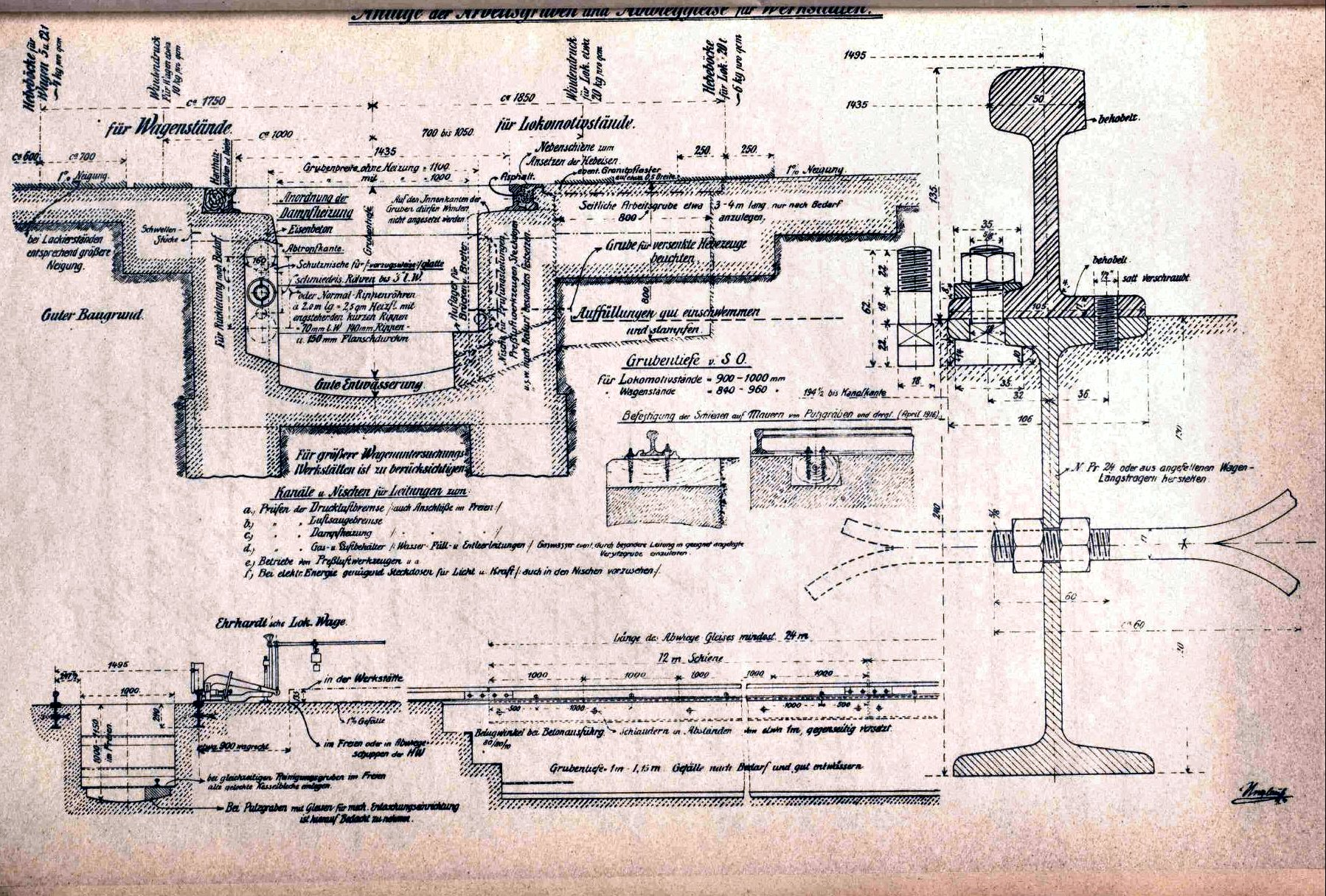
Plan Gleisanlagen
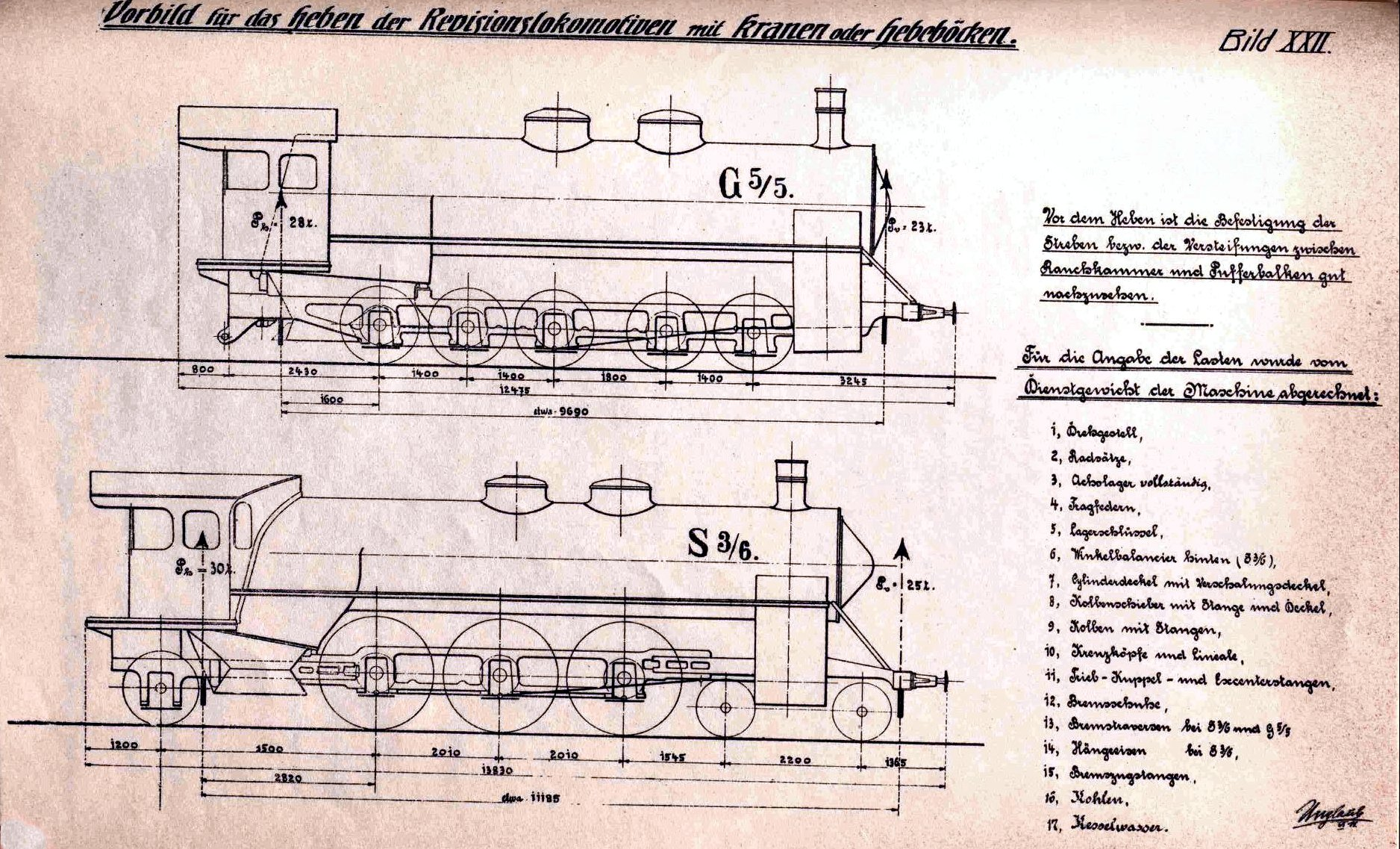
Vorbild für das Heben von Revisionsloks
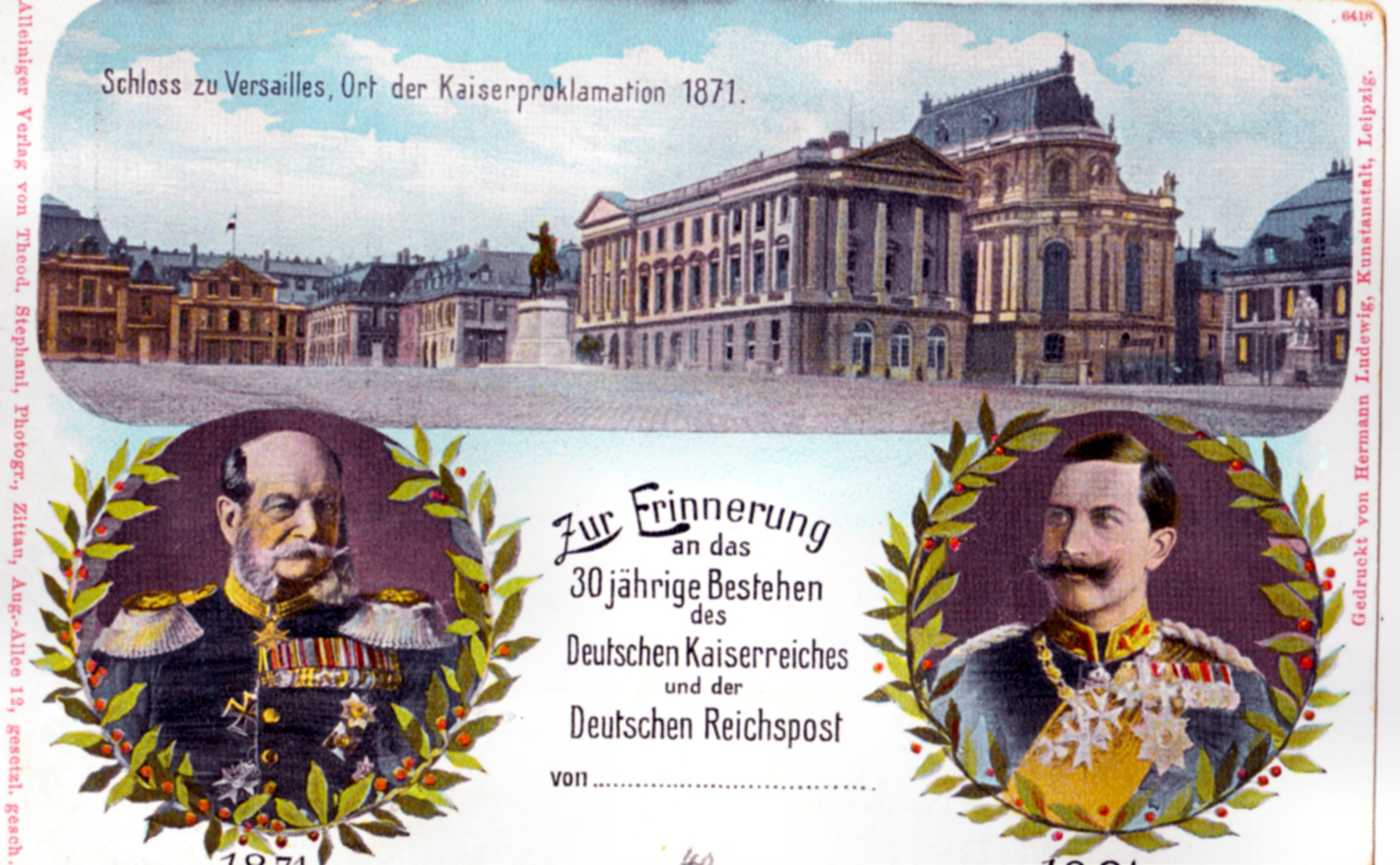
Ganzsache 30 Jahre Kaiserreich und Reichspost 1901, VS
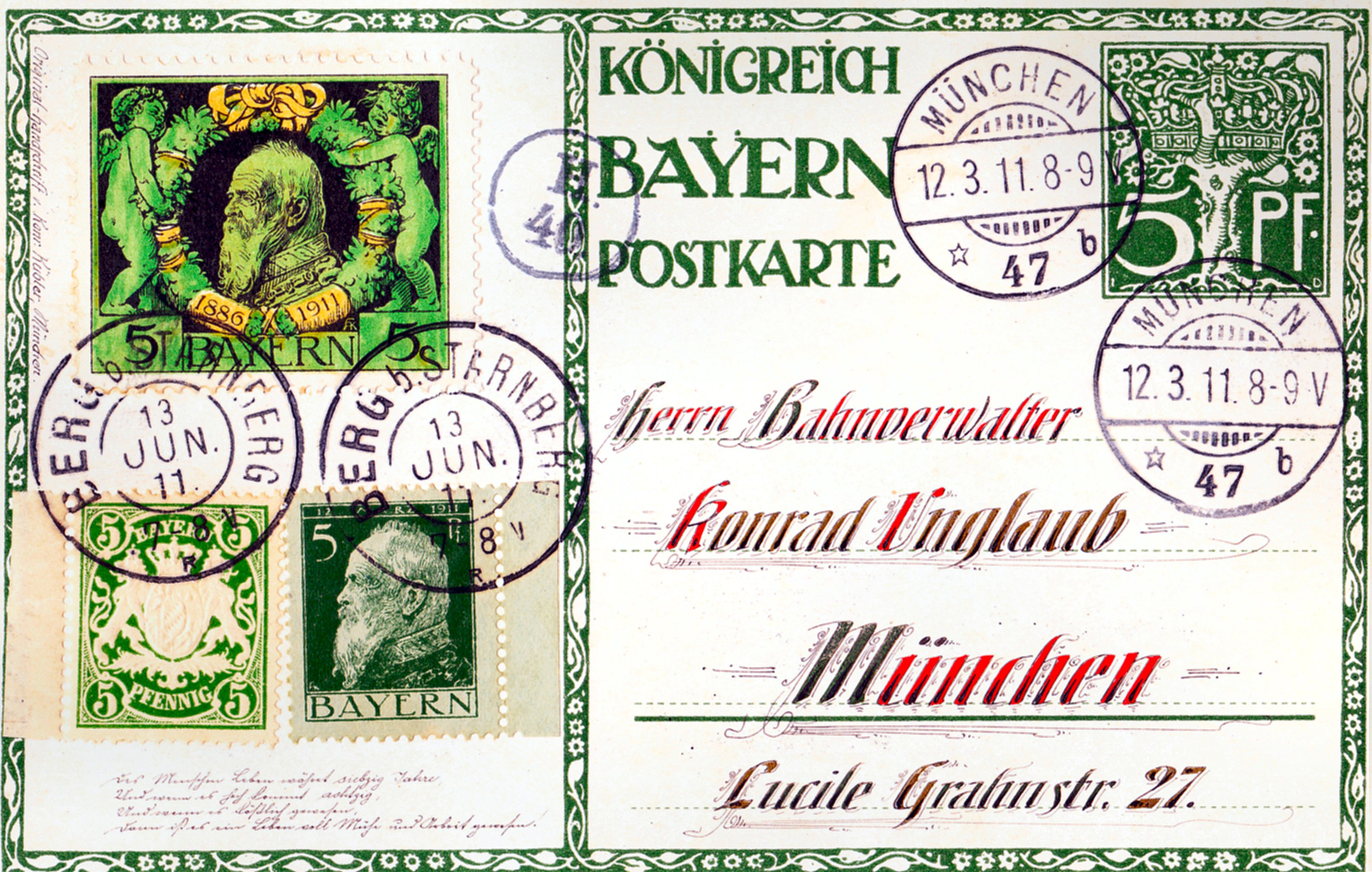
Ganzsache – 25 Jahre Prinzregent Luitpold 1911
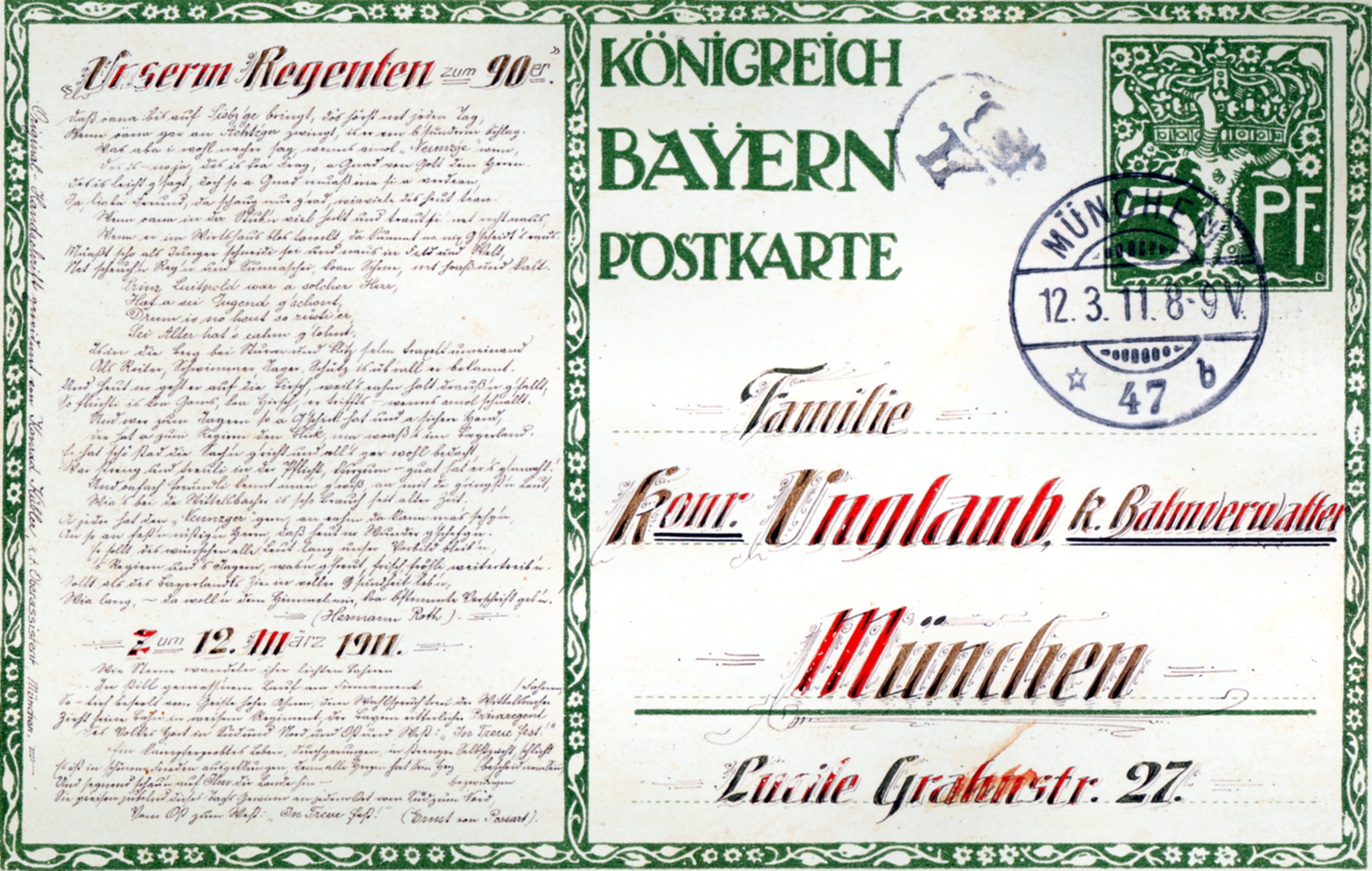
Ganzsache, Prinzregent Luitpold, 90. Geburtstag 1911
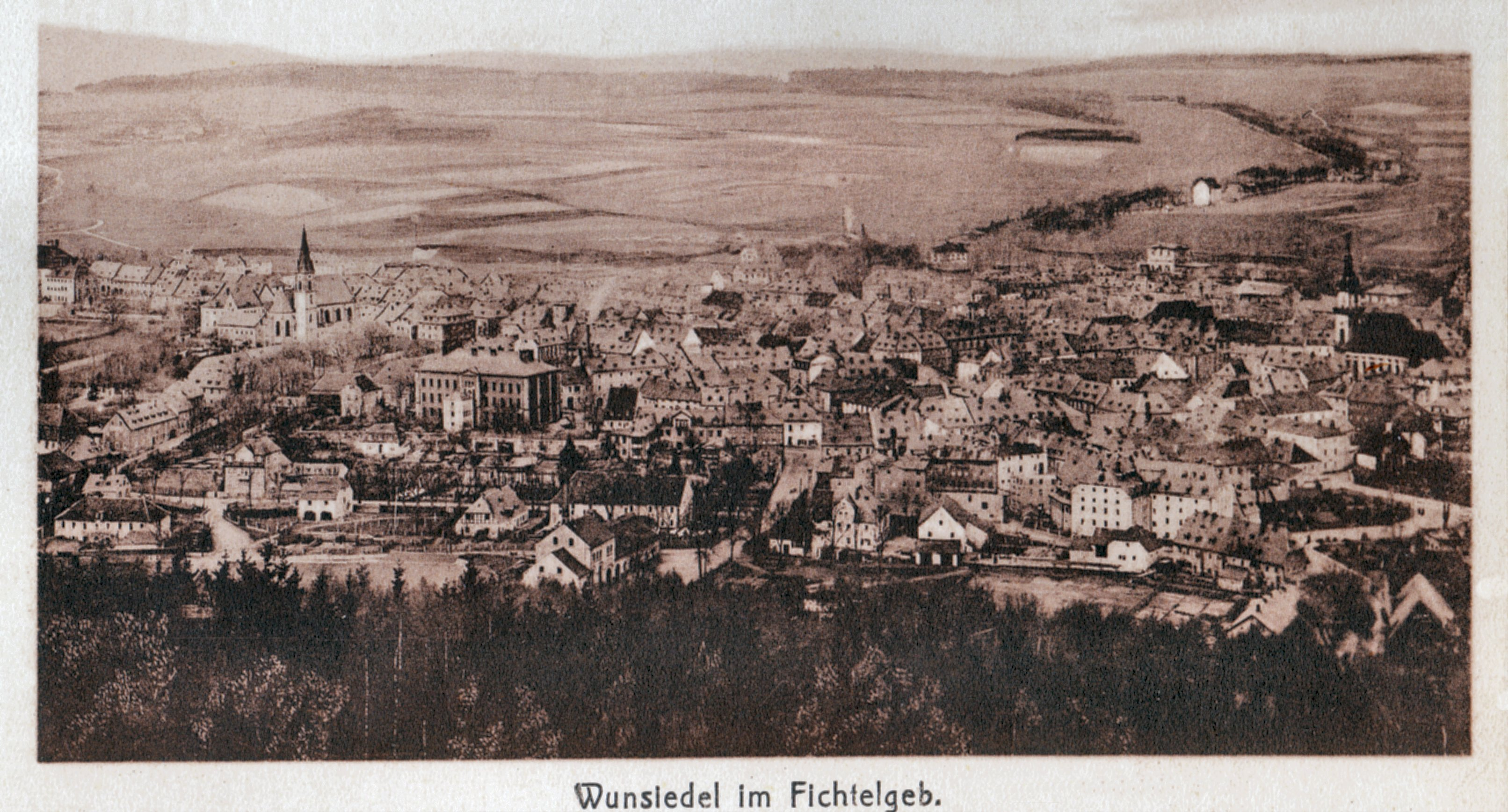
Ganzsache, Wunsiedel 1911, VS
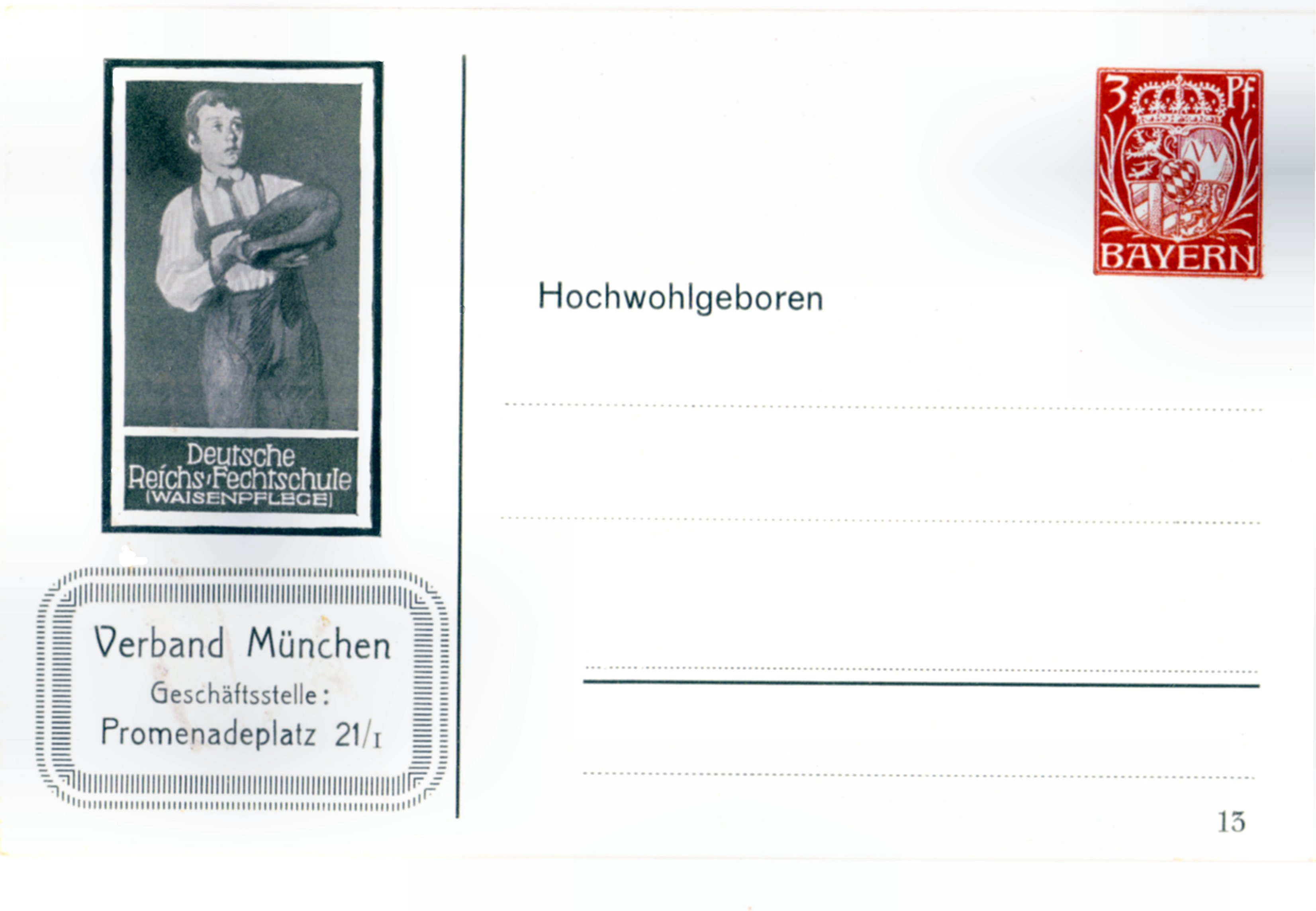
Ganzsache, Dt. Reichsfechtschule 1912

## Wappen

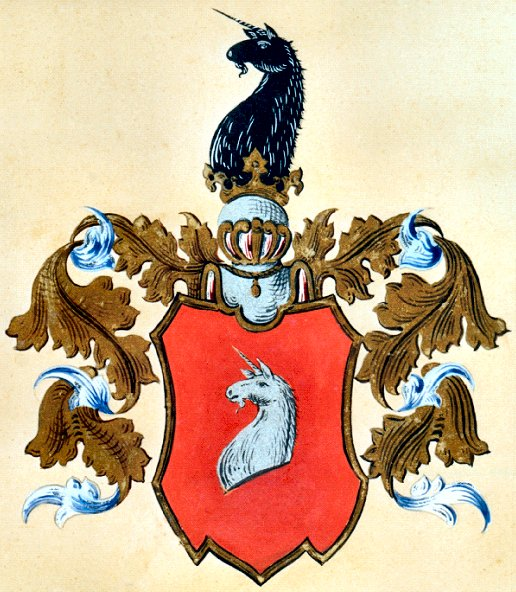
Wappen der Familie Unglaub

1422: Im scharlachroten Schilde ein silberner, nach rechts gewendeter, schräg abgeschnittener Kopf eines Einhorns, welches die Reinheit der Familie bedeutete. Über dem gekrönten Helm dasselbe Einhorn in Schwarz, das die Stärke des Stammes darstellt.

## Werke
- Konrad Unglaub: „Denkschrift über Grundzüge und Regelanordnungen für die Anlage von Bahnbetriebswerken und der mechanischen und maschinellen Betriebseinrichtungen - Mit 23 Bilddarstellungen“, München 1922